# Helene Fernau-Horn
Helene Fernau-Horn (geboren 7. August 1892 in Berlin als Helene Fernau; gestorben 2. Januar 1975 in Ruhpolding) war eine deutsche Logopädin und Philologin. Für die Behandlung von Stimmstörungen und Stottern entwickelte sie eigene Therapiekonzepte.

## Leben
Helene Fernau besuchte in Stettin das Lyzeum und Oberlyzeum und legte 1913 die Lehramtsprüfung und 1914 die Handarbeitslehrerinnenprüfung ab. Im Herbst 1915 nahm sie ein Philologiestudium an der Universität Berlin auf, welches sie in Greifswald beendete. Dort wurde sie mit ihrer Dissertation Der Monolog bei Hans Sachs promoviert.
Nach ihrem Studium unternahm sie Reisen in viele Länder, die bis nach Norwegen und Südamerika reichten, und vermittelte als Rezitatorin deutsche Kultur und Literatur. Auf einer ihrer Reisen lernte sie ihren Mann, einen Arzt aus Stuttgart, kennen. Ab 1925 lebte Helene Fernau-Horn fast 40 Jahre in Stuttgart.
In Stuttgart unterrichtete sie Gesang und Rezitation. Sie begann sich mit Stottern auseinanderzusetzen, als ihr Ärzte Patienten mit dieser Sprechstörung schickten. Da es bis dahin kaum Therapieansätze für Stottern gab, entwickelte sie in Zusammenarbeit mit Ärzten eigene Therapiekonzepte für die Behandlung von Stimmstörungen und Stottern. Während des Zweiten Weltkriegs ruhte ihre Praxis. Von 1947 bis 1958 bildete sie in ihrer eigenen Praxis die ersten Logopädinnen in Süddeutschland aus und leitete eine Ambulanz am Katharinenhospital Stuttgart. Sie leistete auch praktische sprecherzieherische Arbeit, für die sie aus ihrer Erfahrung als Rezitatorin schöpfen konnte.
1969, nach dem Tod ihres Mannes, verlegte Fernau-Horn ihren Lebensmittelpunkt nach München. Sie starb 1975 in Ruhpolding.

## Werk
1954 verwendete Fernau-Horn in dem Artikel Zur Übungsbehandlung funktioneller Stimmstörungen erstmals den Begriff Atemwurf-Kehlfederung. Dabei handelt es sich um ein umfassendes stimmtherapeutisches Konzept, das sich aus unterschiedlichen Übungsbereichen und -hierarchien zusammensetzt. Unter Atemwurf wird das aktive Einziehen der Bauchdecke bei der Ausatmung in Kombination mit der Artikulation von Plosiven verstanden. Weitere Inhalte des Konzeptes waren Gähn-, Schlürf- oder Pleuelübungen zur Weitung des Kehlraums, das Trainieren der Ausatmung ohne Absenkung des Brustkorbs (Flankenstütze), Erarbeiten der Kehlfederung sowie Vokaleinsatzübungen. 1955/1956 veröffentlichte sie das Konzept, welches neben der Kaumethode nach Emil Fröschels und der Nasalierungsmethode nach Johannes Pahn zu den klassischen Verfahren zählt. Neuere Untersuchungen zweifeln jedoch eine Wirksamkeit von Atemwurf und Flankenstütze an, da beide zu einer Überlastung des Stimmorgans führen könnten. Die Vokaleinsatz- und Gähnübungen sind jedoch bedenkenlos in Stimmtherapien zu integrieren.
Insgesamt verfasste Helene Fernau-Horn 26 Arbeiten, von denen sich 17 mit dem Stottern befassen, darunter ihre Monographie Die Sprechneurosen, die in vielen Sprachheilschulen Anwendung fand. Ihr Ansatz beruhte auf dem Aufbau eines Ruhe- und Ablaufzirkels und der Umstellung einer pathologischen Hochatmung auf eine physiologische Zwerchfellflankenatmung. Für ihre Methodik waren zudem Sprechübungen in einem nuancierten „Formeltraining“ charakteristisch. Ein weiteres Werk zur Störung der Stimme konnte sie nicht mehr fertigstellen. Fernau-Horns Einsatz für die Phoniatrie und Logopädie wurde Mitte der siebziger Jahre mit zahlreichen offiziellen Anerkennungen gewürdigt.
Ruth Dinkelacker, eine der Schülerinnen Fernau-Horns, erweiterte den Ansatz der Atemwurf-Methode zu einer eigenen Stimmtherapie.

## Ehrungen
- Ehrenmitgliedschaft der „Deutschen Gesellschaft für Sprach- und Stimmheilkunde“ (heute Deutschsprachige Gesellschaft für Sprach- und Stimmheilkunde (DGSS))
- 1974 Bundesverdienstkreuz für ihre unermüdliche Arbeit mit behinderten Menschen[4]
- 1987 wurde in Stuttgart die damals noch namenlose Sprachheilschule im Stadtteil Freiberg nach Helene Fernau-Horn benannt. Dies gilt auch für die Zweigstelle in Stuttgart-Vaihingen.[8]

## Publikationen (Auswahl)
- Der Monolog bei Hans Sachs. Frommannsche Buchhandlung, Jena 1922.
- Deutsches Dichterbuch: Eine Auswahl aus alter und neuer deutscher Dichtung. Frommannsche Buchhandlung, Jena 1928.
- Hemmungszirkel und Ablaufzirkel in der Pathogenese und Therapie des Stotterns. In: Medizinische Monatszeitschrift 8, 1952.
- Zur Übungsbehandlung funktioneller Stimmstörungen. In: Folio Phoniatrica 6, 1954, S. 239–245.
- Über die traumatischen Symptome des Stotterns. In: Die Sprachheilarbeit 7, 1962, S. 200–203.
- Die Sprechneurosen: Aufbauformen: Wesen, Prinzip und Methode der Behandlung. Hippokrates-Verlag, Stuttgart 1969, ISBN 9783777300276.